# Ned Doheny (álbum)
Ned Doheny es el álbum debut homónimo del músico estadounidense del mismo nombre. Fue publicado en mayo de 1973 a través de Asylum Records.

## Recepción de la crítica
Un escritor no especificado de la revista Record World comentó: “He aquí un nuevo cantante y compositor cuyas canciones tienen la conmovedora voz de la convicción y las conmovedoras percepciones del talento más intuitivo. El don de la melodía está en cada canción, desde «Fineline» hasta «I Can Dream» y, la más especial, «On and On», con Graham Nash en la armonía. ¡Un debut brillante!”. Un escritor no especificado de la revista Cash Box escribió: “Con cada lanzamiento, se hace más evidente que Asylum se está convirtiendo rápidamente en el sello más rico de la actualidad. El lanzamiento de este LP debut de Ned Doheny sólo solidifica esa tendencia. La riqueza de este excelente cantautor recién llegado es diez veces obvia (en todos y cada uno de los temas incluidos). Liderando el camino está «Fineline», un sencillo muy probable y seguido en rápida sucesión por dulces hipnotizadores como «I Know Sorrow» y «Trust Me». El futuro parece prometedor para Ned Doheny y su sello. Hay poco de qué preocuparse mientras continúen apareciendo artistas de esta alta calidad en el frente de las grabaciones”.

## Lista de canciones
Todas las canciones escritas y compuestas por Ned Doheny. 
| Lado uno |                 |          |  |
| N.º      | Título          | Duración |  |
| 1.       | «Fineline»      | 4:48     |  |
| 2.       | «I Know Sorrow» | 4:30     |  |
| 3.       | «Trust Me»      | 3:45     |  |
| 4.       | «On and On»     | 3:12     |  |
| 5.       | «Lashambeaux»   | 4:50     |  |

| Lado dos |                            |          |  |
| N.º      | Título                     | Duración |  |
| 1.       | «I Can Dream»              | 3:30     |  |
| 2.       | «Postcards from Hollywood» | 5:17     |  |
| 3.       | «Take Me Faraway»          | 4:55     |  |
| 4.       | «It Calls For You»         | 3:50     |  |
| 5.       | «Standfast»                | 4:45     |  |

## Créditos y personal
Créditos adaptados desde las notas de álbum de Ned Doheny.
Músicos
- Ned Doheny – voces, guitarra (todas las canciones), armonía (4)
- David Parlatt – bajo eléctrico (1–4, 6, 10), bajo acústico (8)
- Brian Garofalo – bajo eléctrico (5, 7)
- Jimmy Caleri – piano (1–3, 6, 8, 10), órgano (1), sintetizador Moog (8)
- Richard Kermode – piano (5, 7), cabasa (7)
- Gary Mallaber – batería (1–7, 10), vibráfono (7, 8)
- Don Menza – saxofón tenor (3, 5, 7)
- Graham Nash – armonía (4)
- Dick Hyde – trombón (5, 7), trombón bajo (5)
- Mike Utley – órgano (6, 10)

Personal técnico
- Ned Doheny – productor
- John Haeny – productor, ingeniero de audio
- Don Menza – arreglos de trompa
- Enrico “Ric” Tarantini – ingeniero asistente
- Henry Diltz – fotografía
- Gary Burden – director artístico, diseño de portada